# Réaction exergonique

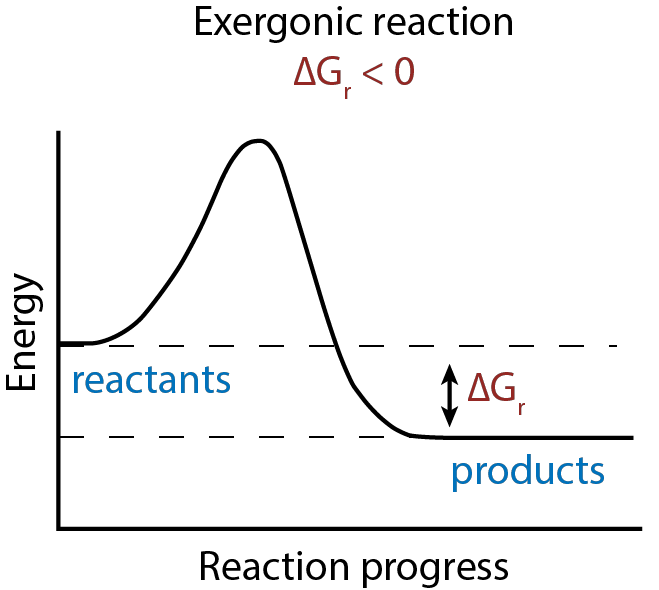
Graphe de l'évolution de l'énergie par le temps dans une réaction exergonique.

Une réaction exergonique est une réaction chimique menée à pression et température constantes induisant une diminution de l'enthalpie libre {\displaystyle G} (fonction de Gibbs),. Une réaction exergonique est spontanée, l'entropie augmente conformément au deuxième principe de la thermodynamique.
Les variations de l'énergie libre incluent les variations de l'enthalpie et de l'entropie, à la différence des réactions exothermiques et endothermiques, qui ne se définissent que par des variations de l'enthalpie seule, ces dernières étant liées à une perte ou un gain de chaleur.
Le contraire d'une réaction exergonique est une réaction endergonique.

## Étymologie
Étymologiquement, exo- (ἔξω) signifie « en dehors »  et ergon- (ἔργον) « travail ». Une réaction exergonique ne nécessite aucun apport d'un certain « travail » au sens large, c'est-à-dire d'une certaine énergie,,.

## Fonctionnement
Ce sont des réactions spontanées ou ne nécessitant qu'un faible apport d'énergie, dite énergie d'activation,. Ces réactions entrainent des ruptures de liaisons chimiques qui libèrent de l'enthalpie libre en grande quantité. Plus les molécules d'une réaction exergonique ont de liaisons chimiques, plus elles fourniront d'énergie.
Même si les réactions exergoniques sont spontanées, elles ne se produisent pas forcément à vitesse observable. Elles peuvent être accélérées par la présence d'un catalyseur, comme des enzymes qui facilitent la liaison enzyme-substrat.
Selon le deuxième principe de la thermodynamique, à pression et température constantes, une réaction chimique exergonique induit un changement d'enthalpie libre négatif, :  
{\displaystyle \Delta G=G_{f}-G_{i}<0}
avec :
- {\displaystyle G_{f}} l'enthalpie libre du milieu réactionnel dans son état final ;
- {\displaystyle G_{i}} l'enthalpie libre du milieu réactionnel dans son état initial.

## Exemples
La dissociation à faible pression d’une mole de tétroxyde de diazote en deux moles de dioxyde d’azote est une réaction exergonique.
En biologie, les réactions du catabolisme, comme la respiration cellulaire ou la fermentation, sont exergoniques. Lors de la respiration cellulaire, une molécule de glucose se combine à six molécules de dioxygène pour former du dioxyde de carbone et de l'eau, environ 3 000 kJ d'énergie sont libérés pour une mole de glucose (soit environ 180 g). Cette énergie sert aux organismes pour d'autres activités cellulaires, comme pendant l'anabolisme.
D'autres exemples sont la décharge d'une pile électrique ou l'hydrolyse de l'ATP.